# رسالة إلى أهل الثغر
رسالة إلى أهل الثغر هي رسالة كتبها أبو الحسن الأشعري بأجوبة موجهة إلى أهل الثغر بباب الأبواب (مدينة تقع على بحر طبرستان) فيما سألوه عنه من مذهب أهل الحق في أصول الدين، وما كان عليه سلف الأمة، وقد قرن الأشعري ذكر الأصول بـ «أطراف الحجاج»، دليلا على صوابها، وبيانا لخطأ من فارق الحق فأوغل في البدع، ثم عقد لذلك باباً ذكر فيه ما أجمع عليه أهل السلف من أصول الدين التي نبهوا بالأدلة عليها، وقد ذكر واحداً وخمسين إجماعاً. قال أبو الحسن الأشعري: «فهذه الأصول التي مضى الأسلاف عليها، واتبعوا حكم الكتاب والسنة بها، واقتدى بهم الخلف الصالح في مناقبها.» وقيل إن هذه الرسالة لا يصح نسبتها إلى الإمام الأشعري وأنها لتلميذه أبي عبد الله بن مجاهد الطائي (ت 370 هـ).

## تسمية الكتاب
لم يضع الإمام الأشعري للرسالة عنواناً تعرف به، وقد عرفها ابن عساكر بنسبتها إلى المكان المرسلة إليه فقال فيها: «جواب مسائل كتب بها إلى أهل الثغر في تبيين ما سألوه عنه من مذهب أهل الحق».